# زرکوب‌ماهی جان
زرکوب‌ماهی جان (نام علمی: Zeus faber) نام یک گونه از راسته زرکوب‌ماهی‌سانان است.